# Prieuré Notre-Dame du Chalard
Le prieuré Notre-Dame du Chalard est un prieuré situé au Chalard, en France.

## Localisation
Le prieuré est situé dans le département français de la Haute-Vienne, sur la commune du Chalard.

## Historique
Le prieuré est fondé à la fin du XIe siècle ; l'église de l'Assomption est consacrée en 1100. À la Révolution française, les bâtiments sont vendus ; le prieuré est restauré dans les années 1830-1840.
Les restes du prieuré sont inscrits au titre des monuments historiques le 26 février 1997.